# Аббатское пиво
Аббатское пиво (нидерл. Abdijbier, фр. Bière d'abbaye) — общее название бельгийского крепкого эля, сваренного в траппистском стиле, но произведённого коммерческими светскими пивоварнями.

## Происхождение названия
Обозначения «аббатское пиво», «монашеское пиво» или «монастырское пиво» первоначально использовались для любого монашеского или сваренного в монастырском стиле пива.
В XX веке растущая популярность траппистского пива привела ко многим злоупотреблениям, особенно в 1930-х и 1950-х годах, когда недобросовестные пивовары, не имеющие никакого отношения к траппистскому ордену, начинают производство сортов под маркой «траппистское пиво». На этикетках появляются монахи в одежде, похожей на одеяния траппистских монахов, для названий используются разрушенные, заброшенные и уже не существующие цистерцианские или траппистские аббатства. Результатом стала полная дезориентация потребителей, и траппистские аббатства были вынуждены начать судебные дела в отношении некоторых подобных пивоваров, чтобы прояснить ситуацию с траппистским пивом потребителям.

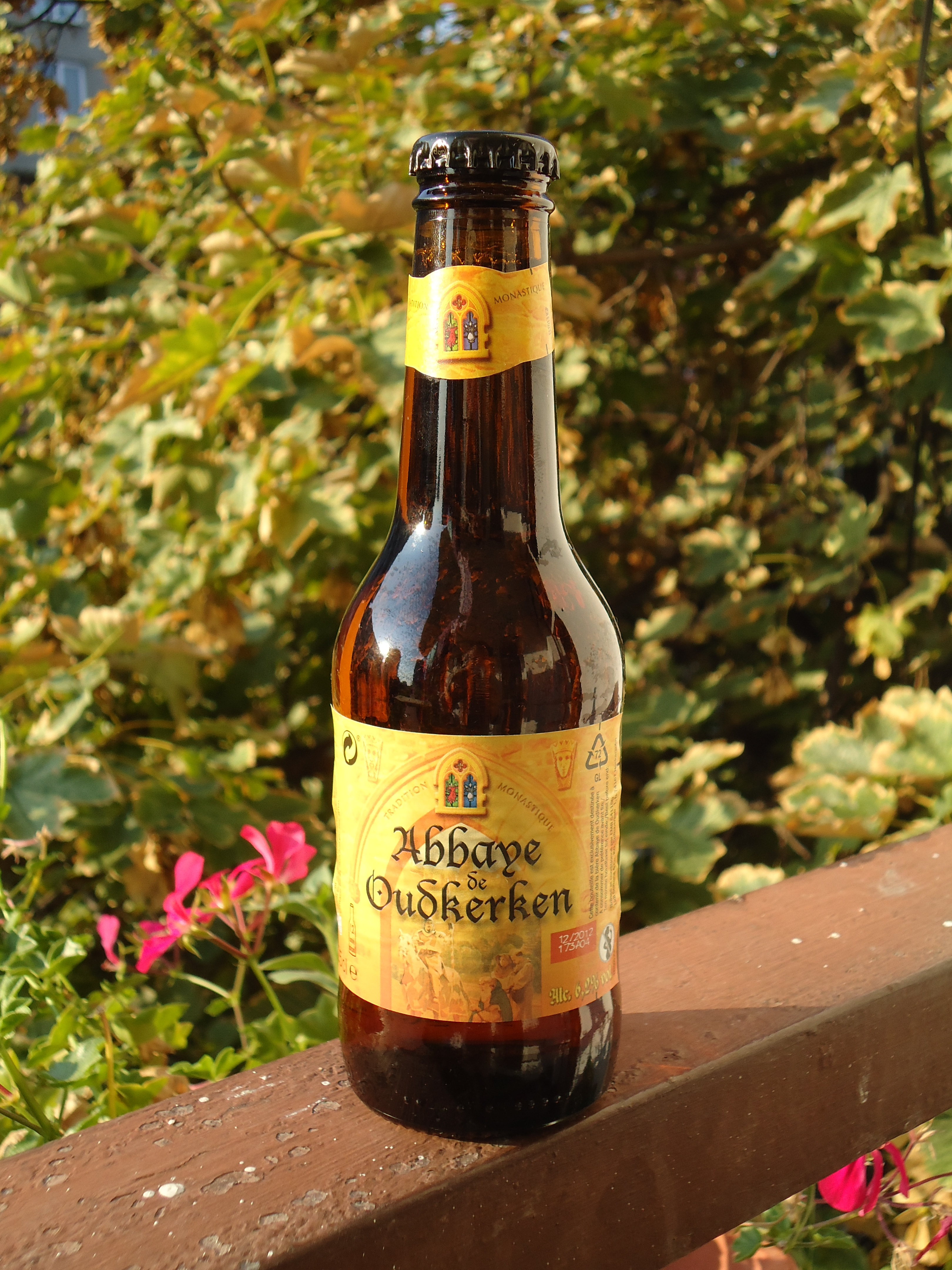
Abbaye de Oudkerken

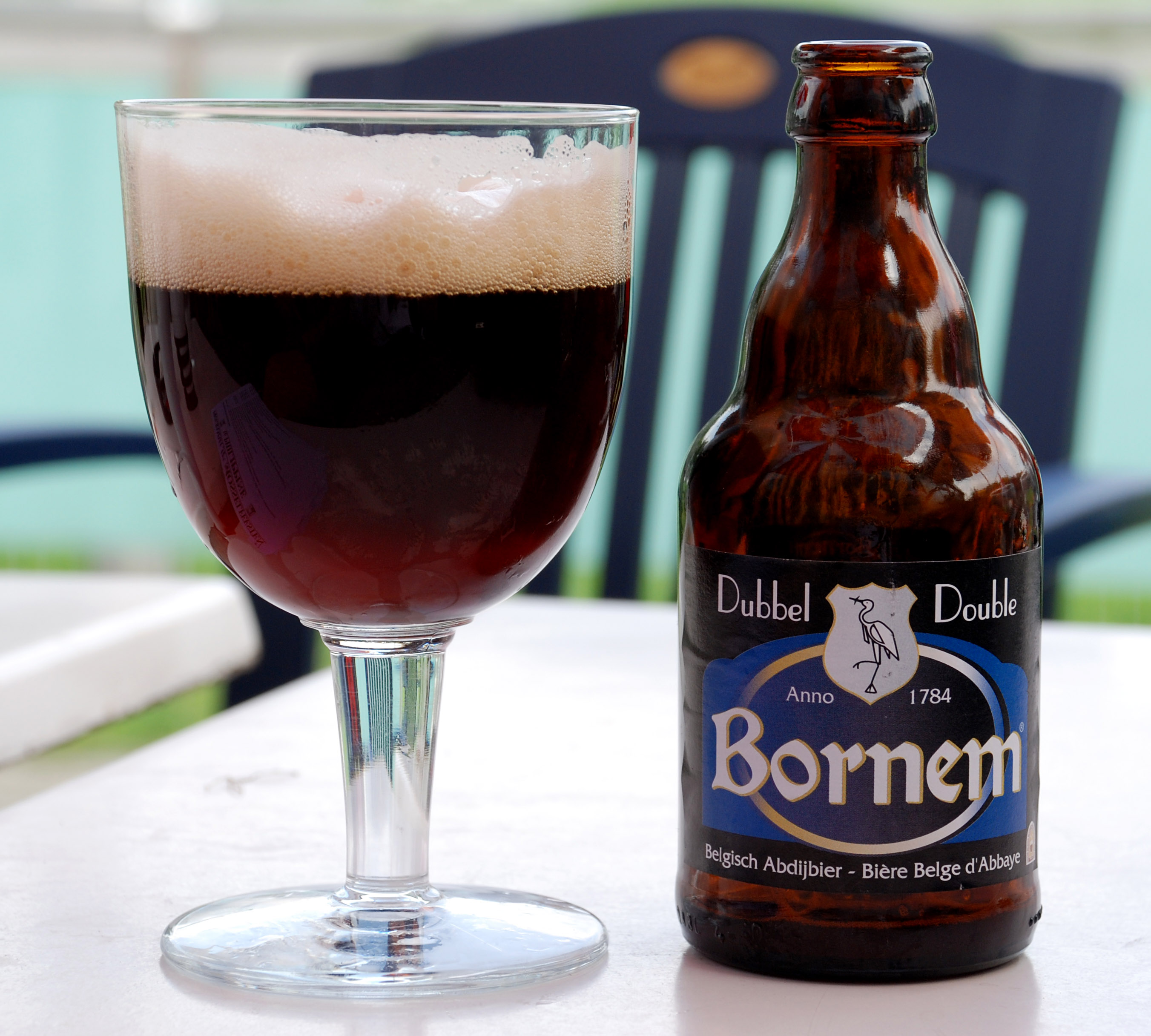
Bornem

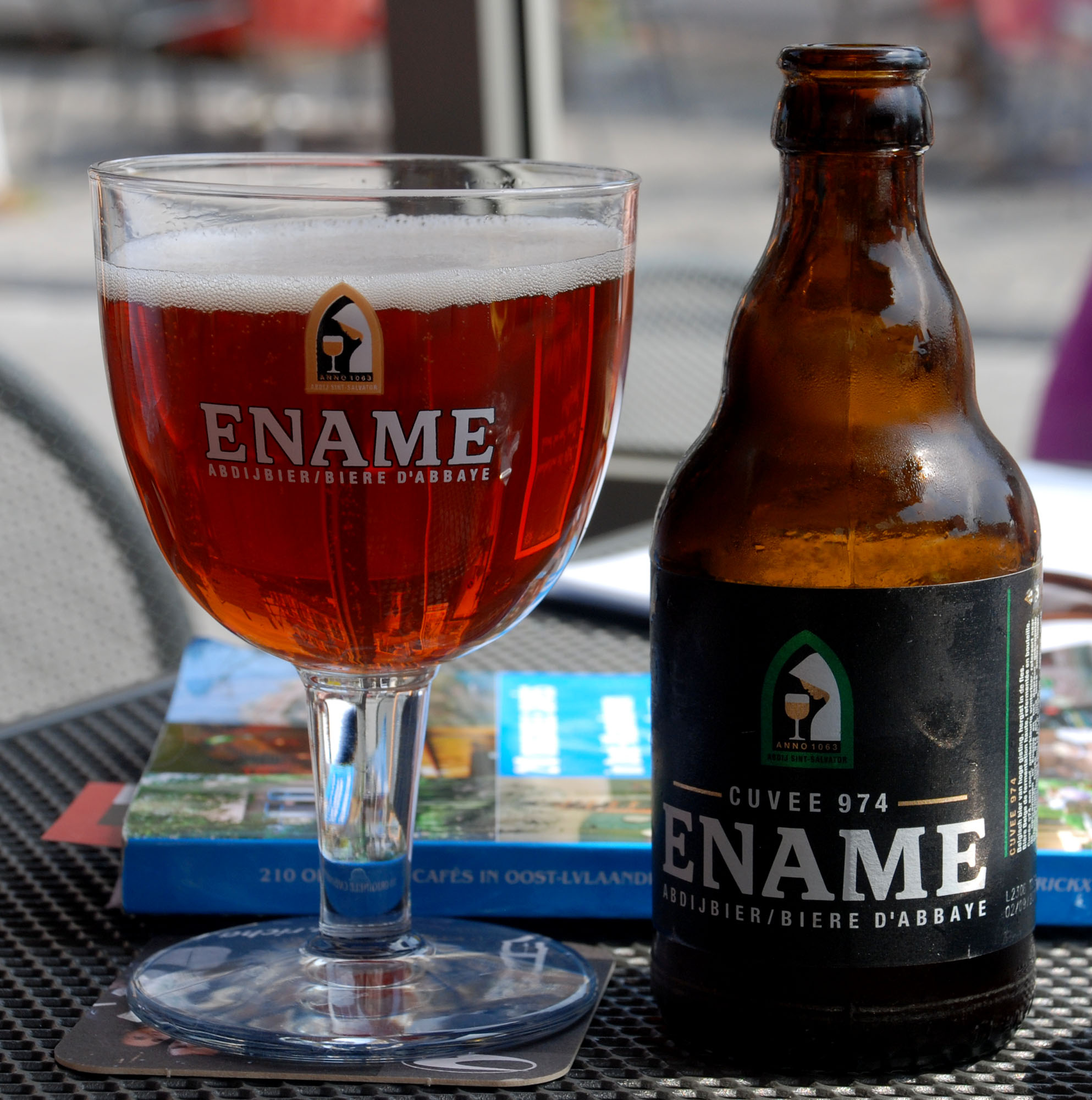
Ename

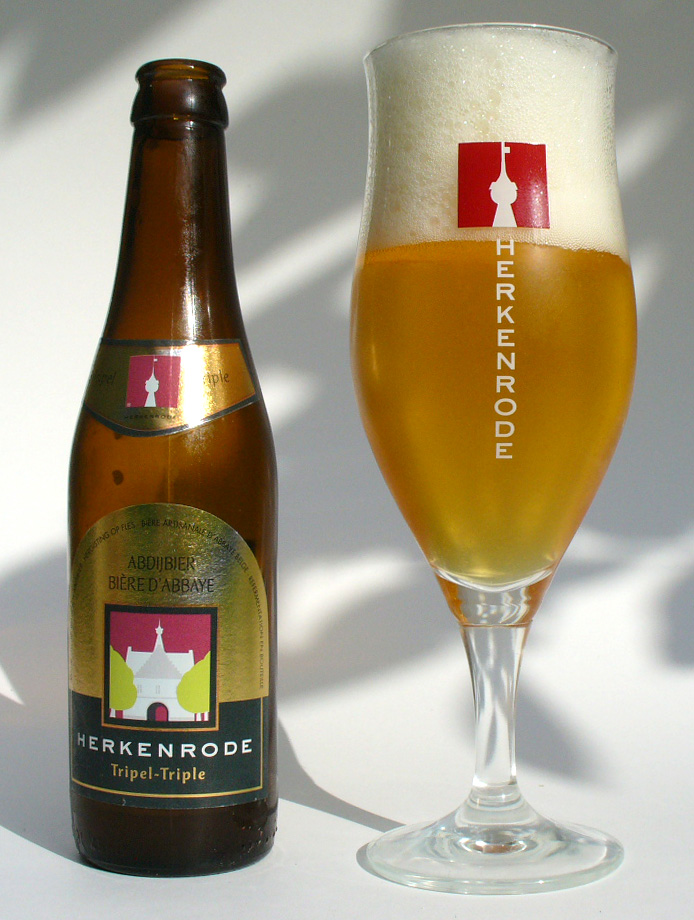
Herkenrode

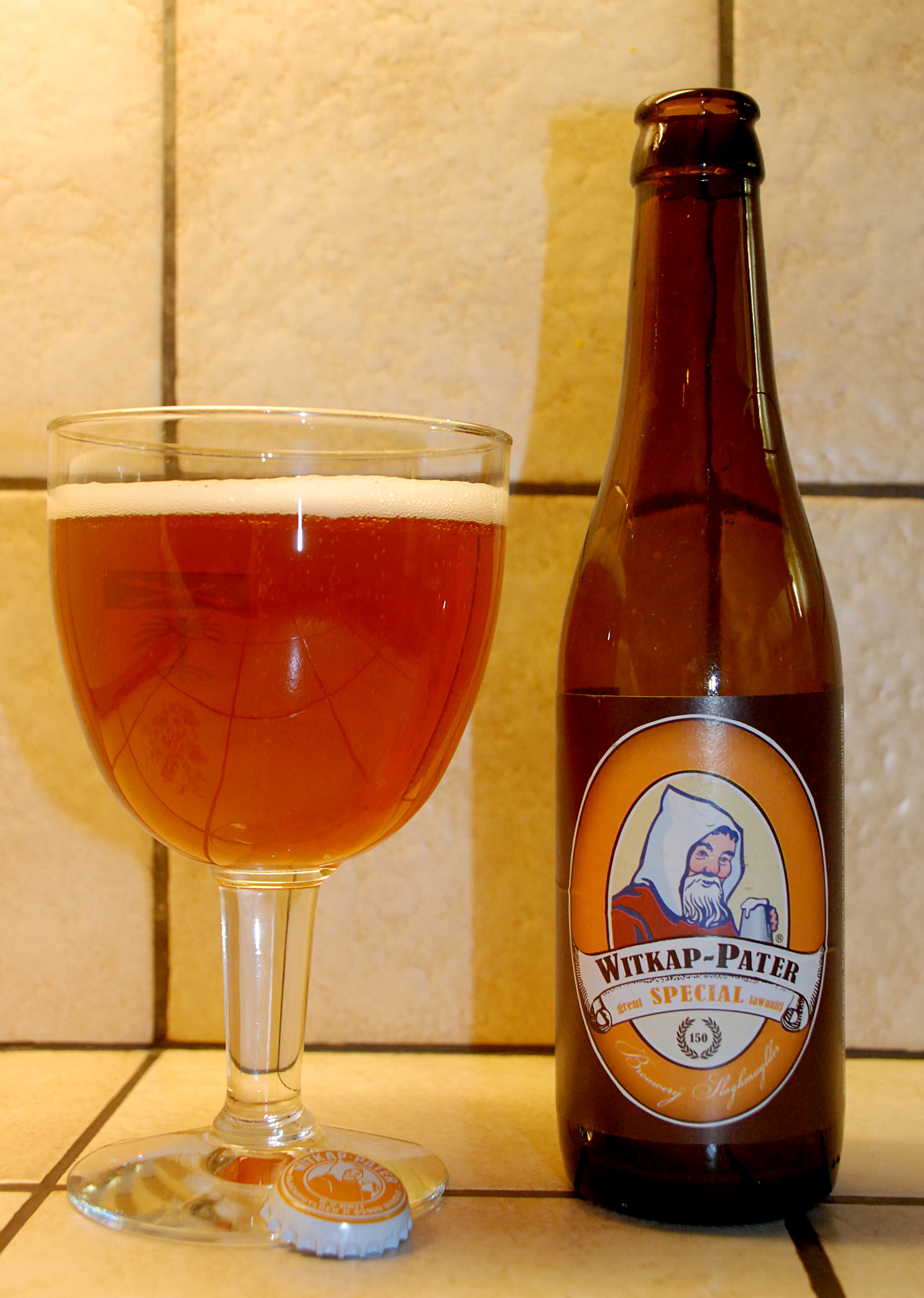
Witkap Pater

В 1932 году аббатство Вестмале зарегистрировало в качестве товарного знака название «Trappistenbier». В 1935 году возникает разногласие между аббатством и бельгийской пивоваренной компанией, расположенной в районе г. Антверпена (Бельгия), производящей и продающей пиво, обозначенное как «траппистское». Монахи инициируют судебное дело о недобросовестной конкуренции, требуя возмещения ущерба в размере 250000 бельгийских франков. Торговый суд Антверпена отклонил иск, указав в своём решении, что название «траппистское пиво» не является конкретной маркой, а относится к некоторым сортам пива, которые производятся в различных траппистских аббатствах, а также что траппистские монахи и аббатства не являются торговцами (не имеют качества торговцев в соответствии с торговым правом) и, следовательно, не могут претендовать на компенсацию из-за недобросовестной конкуренции со стороны истинного торговца (лица, обладающего статусом торговца в соответствии с торговым правом).
Это решение, хотя и обоснованное формально, в течение следующих 30 лет — до 1962 года, становится причиной того, что некоторые немонашеские и светские пивоварни используют название «траппистское пиво» в своих торговых марках.
В 1960 году пивоварня Brasserie de Veltem из Лёвена выпускает пиво под названием Veltem Trappist. На этот раз судебный иск против злоупотребления именем инициирует аббатство Орваль. 28 февраля 1962 года суд в Генте (Бельгия) вынес решение против пивоваренной Veltem за злоупотребление торговой маркой Veltem Trappist. В решении суда сказано: «…Название „траппистское“ часто используется для обозначения пива, сваренного и продаваемого монахами, принадлежащими к Ордену траппистов, или людьми, которые получили разрешение на это… так что „траппистским пивом“ называют пиво, произведённое траппистскими монахами, а не пиво в траппистком стиле, которое скорее следовало бы назвать „аббатским пивом“…».
Решение суда в Генте имеет исключительно важное значение в защите названия продуктов, производимых в траппистских монастырях. Теперь компания, не относящаяся к трапписткому аббатству, обозначая свой товар как «траппистский» или «траппистское пиво», может быть привлечена к судебной ответственности за злоупотребление и использование недобросовестной бизнес-практики. Решение суда в Генте определило юридически термин «траппистское пиво» и категорию так называемых «аббатских сортов пива», которые производятся коммерческими пивоварнями в «траппистском стиле».
6 сентября 1985 года Торговый суд в Брюсселе вынес решение более категоричное решение: «… Общеизвестно, что существуют определённые стандарты качества продукции, производимой монашескими общинами, и это особенно верно для траппистских аббатств…».
Попытки незаконного коммерческого использования названия вынуждают в 1997 году восемь траппистских аббатств учредить «Международную траппистскую ассоциацию» (ITA), призванную защищать интересы аутентичного траппистского производства и обеспечивать качество и уникальность посредством присуждения знака и логотипа «Аутентичный траппистский продукт».
После ввода официального обозначения пива, произведённого в траппистских монастырях с логотипом «Аутентичный траппистский продукт» от Международной траппистской ассоциации в 1997 году, названием «аббатское пиво» стали обозначать сорта пива, аналогичные по стилю траппистскому пиву. По сути, траппистское пиво также является аббатским пивом, так как произведено монахами в аббатской пивоварне, но термин «аббатское пиво» был введён, чтобы предотвратить не-траппистским пивоварням использовать обозначение «траппистское пиво» и выделить в отдельную категорию все другие сорта пива в траппистском стиле.
С учётом этого разграничения, «аббатским пивом» может быть пиво:
- произведённое в монашеской пивоварне монахами, которые не принадлежат к Ордену траппистов — цистерцианцами, бенедиктинцами и др.;
- произведённое коммерческой (светской) пивоварней на основании торгового соглашения (или лицензии), заключённого с существующим католическим аббатством;
- произведённое коммерческой (светской) пивоварней под торговой маркой ныне несуществующего (исторического) или фиктивного (вымышленного) аббатства;
- произведённое коммерческой (светской) пивоварней под торговой маркой, косвенно ассоциирующейся с церковью или монашеством — например, название христианского символа, церкви или святого, безотносительно к определённому аббатству.

Аббатское пиво в траппистском стиле производится в основном в Бельгии, Нидерландах и Франции, а также отдельными пивоварнями в США и Канаде.
Все аббатские сорта пива являются бельгийским элем, произведённым методом верхового брожения. Этим они отличаются от монастырских сортов пива, производимых в Германии, Австрии, Чехии и других странах Восточной Европы, среди которых могут встречаться лагеры, произведённые методом низового брожения. Эти сорта пива также, основательно или безосновательно, эксплуатируют название «монастырское пиво», произведённые как в монастырских, так и в светских пивоварнях. В Германии монастырское пиво также известно под названием клостер-бир (нем. Kloster bier — монастырское пиво). Как и в случае с аббатским пивом, название «клостер-бир» является общим для пива различных марок и стилей (элей и лагеров), объединённых только по признаку монастырского происхождения или наименования.

## Виды аббатского пива

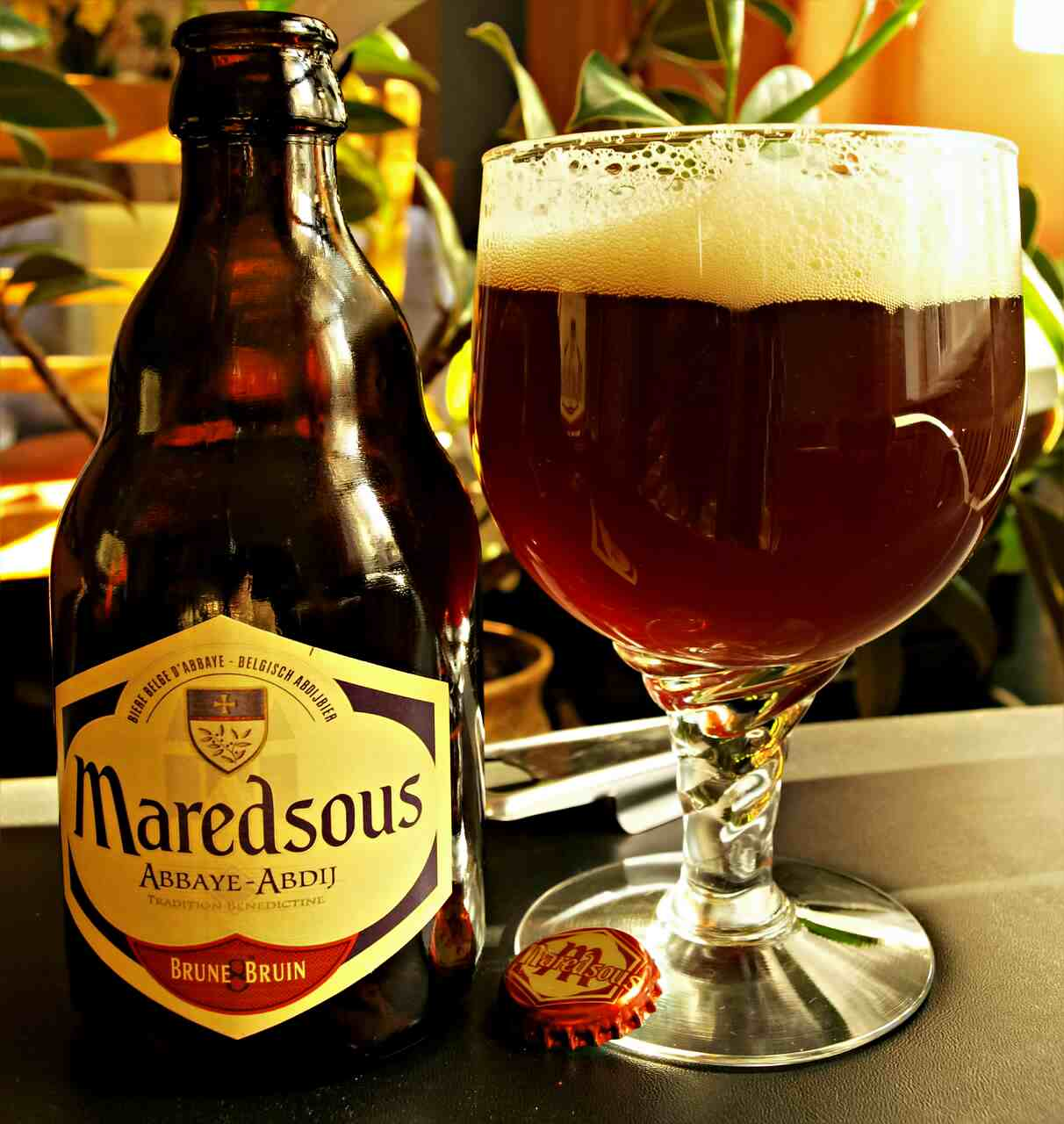
Maredsous

Хотя аббатское пиво не обязательно должно относиться к определённому стилю пива, многие пивовары включают в ассортимент свои версии самых узнаваемых и отличительных траппистских видов пива в стиле «бельгийский крепкий эль» (belgian strong ale) подкатегорий бельгийский блонд эль (belgian blonde ale), бельгийский дабл эль (belgian dubbel ale), бельгийский трипл эль (belgian tripel ale) и бельгийский тёмный крепкий эль (belgian dark strong ale).
Некоторые пивоварни не ограничиваются траппистскими образцами и экспериментируют в других стилях: пшеничный уитбир (например, Grimbergen Blanche, Floreffe Blanche, St.Bernardus Witbier), фруктовое пиво (Grimbergen Rouge, Leffe Ruby), рождественское пиво (например, Abbaye de Saint Martin Cuvée de Noël, Affligem Noël, Leffe Noël, Saint-Feuillien Cuvée de Noël, St.Bernardus Christmas Ale), бок-бир (например, Steenbrugge Abdij Bock, St.Bernardus Bock) и т. д.
Современное аббатское пиво производят множество компаний, начиная от микропивоварен и заканчивая международными промышленными корпорациями.

## Логотип «Признанное бельгийское аббатское пиво»

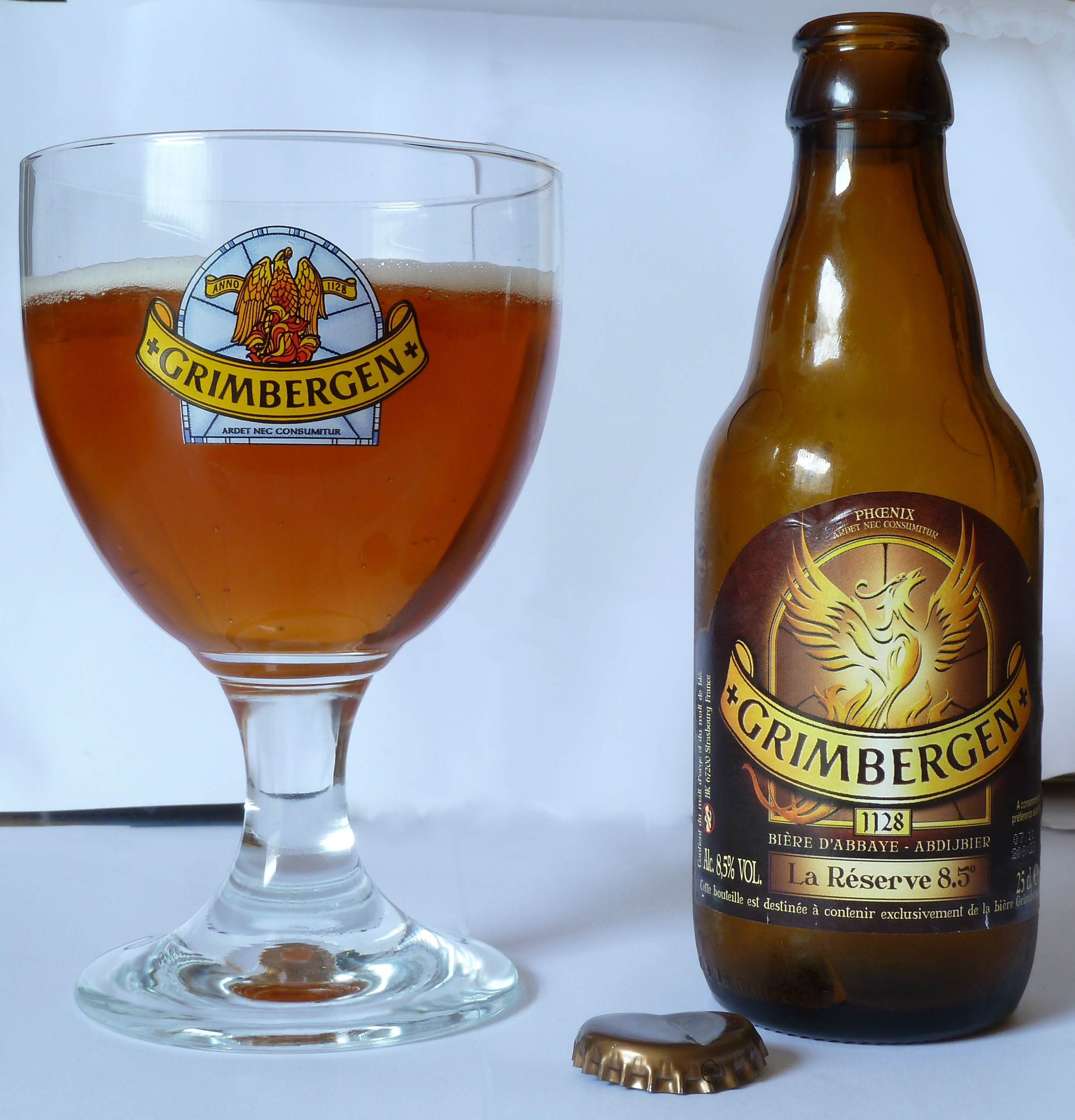
Grimbergen

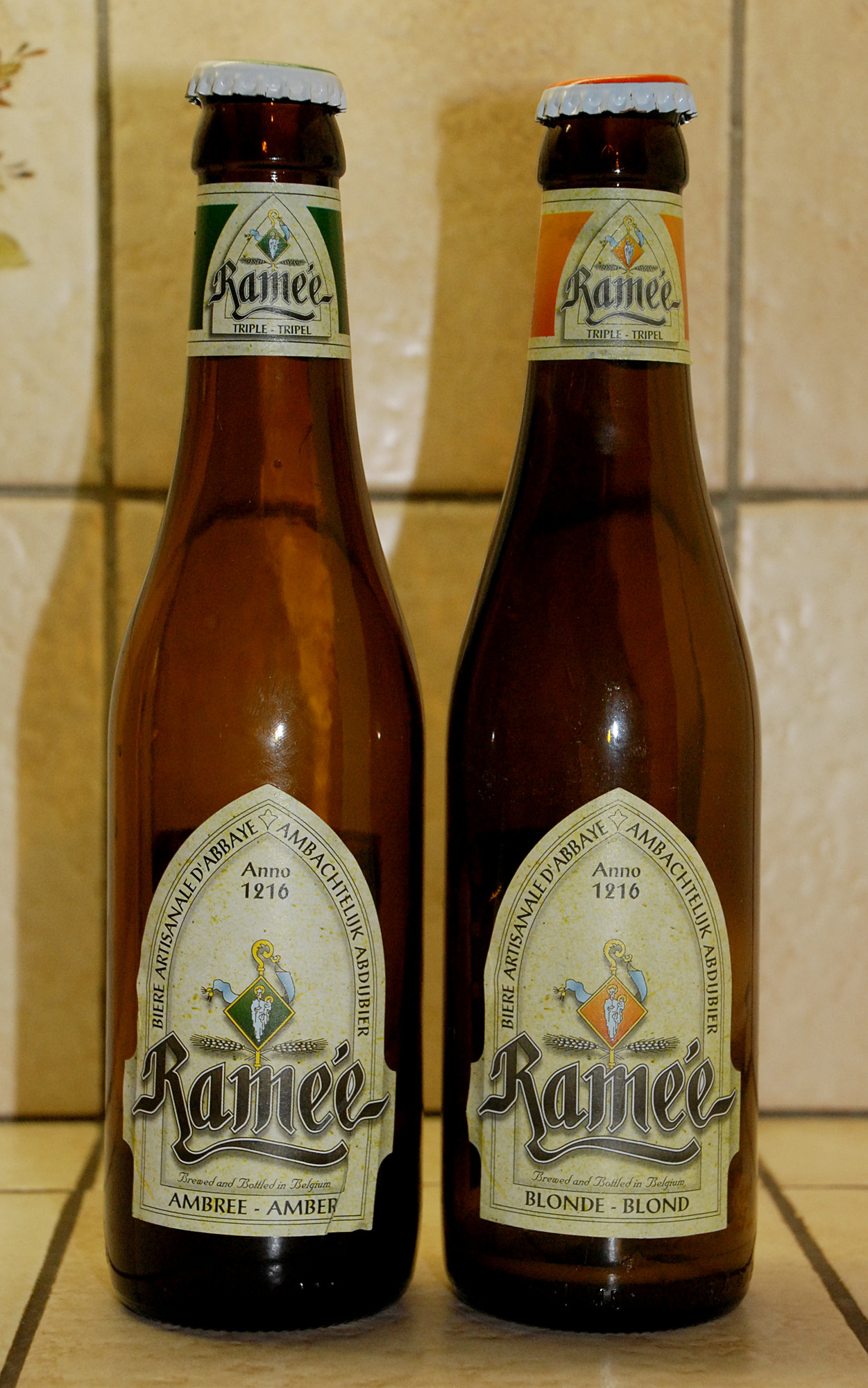
Ramee

В 1999 году Союз бельгийских пивоваров (Unie van de Belgische Brouwers) утвердил торговую марку и логотип «Признанное бельгийское аббатское пиво» (нидерл. Erkend Belgisch Abdijbier, фр. Bière Belge d'Abbaye Reconnue), использование которых разрешается конкретным пивоварням при соблюдении определённых условий. Логотип изображает стилизованный стакан с коричневым пивом, вписанный в готическую арку. Логотип может быть использован при соблюдении определённых условий.
- Для сортов аббатского пива, существовавших до 1999 года:

1. Пивоварня является членом Союза бельгийских пивоваров.
2. Пивоварня имеет определённую связь с существующим или бывшим аббатством.
3. Пивоварня платит отчисления на благотворительные или культурные цели аббатства или фонда, связанного с бывшим аббатством.
4. Аббатство или фонд имеет право осуществлять определённый контроль над рекламой и предложением на рынке.

- Для сортов аббатского пива, появившихся после 1999 года:

1. Пивоварня является членом Союза бельгийских пивоваров.
2. Пиво производится и продаётся существующим нетраппистским аббатством или по лицензии промышленной пивоварней, на договорной основе с соответствующим аббатством.
3. Пивоварня платит отчисления на благотворительные или культурные цели аббатства.
4. Пиво имеет исторические корни, что означает, что аббатство производило пиво в прошлом.
5. Аббатство или фонд имеет право осуществлять определённый контроль над рекламой и предложением на рынке.

## Признанные сорта бельгийского аббатского пива

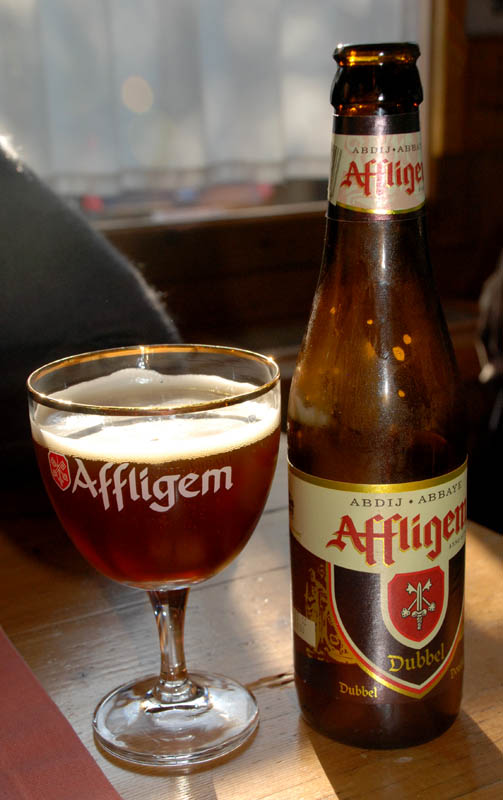
Affligem

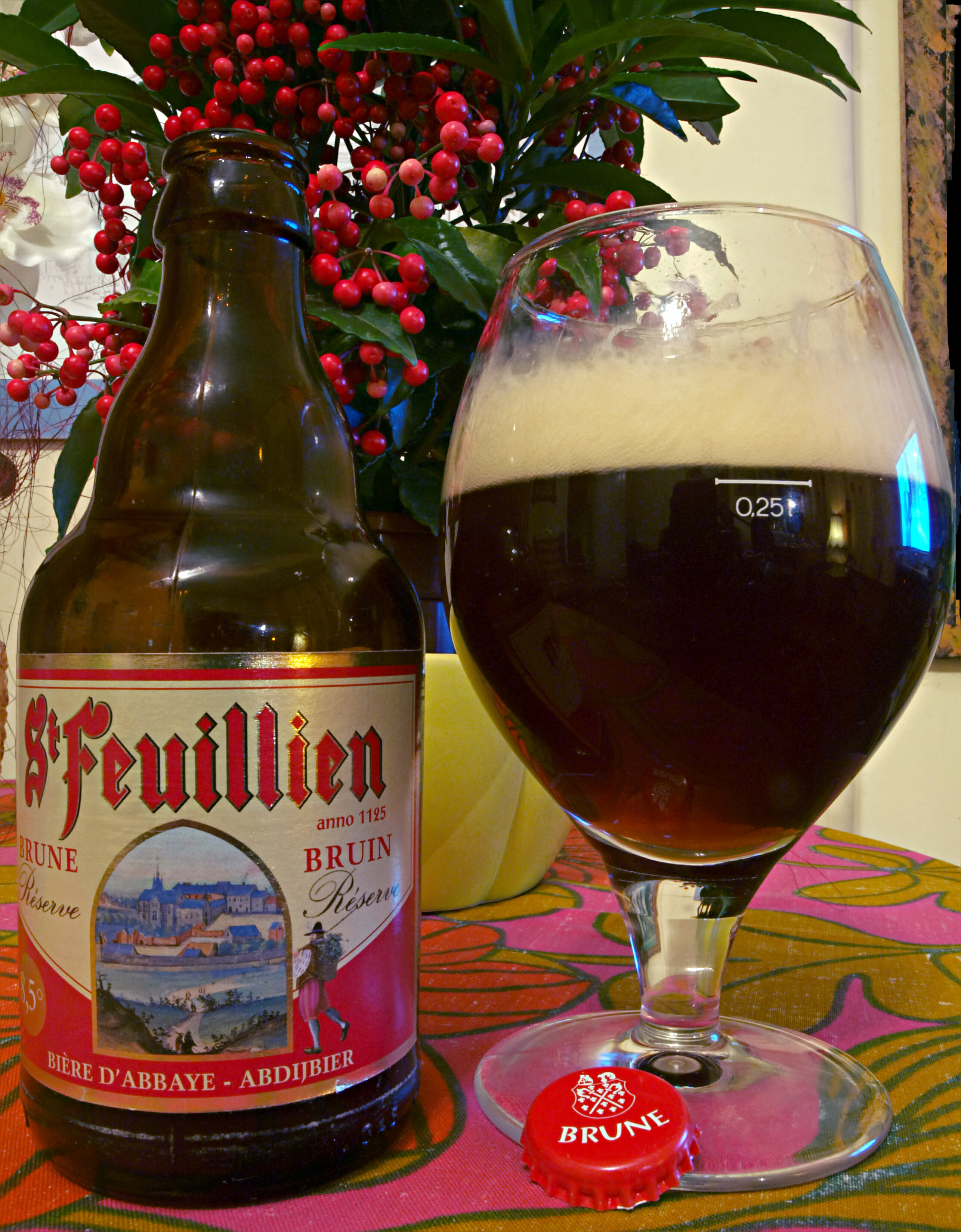
St.Feuillen

По данным за 2011 год, сертифицированными как «Признанное бельгийское аббатское пиво» (Erkend Belgisch Abdijbier) являются следующие марки пива:
| Пиво                  | Пивоварня                  | Аббатство                     |
| --------------------- | -------------------------- | ----------------------------- |
| Абеи д'Олн            | Brasserie du Val de Sambre | Аббатство Оне                 |
| Абеи дьо Камброн      | Brasserie de Silly         | Аббатство Камброн             |
| Абеи дьо Бон-Есперанс | Brouwerij Lefebvre         | Аббатство Бон-Есперанс        |
| Абеи дьо Сен Мартен   | Brasserie de Brunehaut     | Аббатство Сен Мартен (Турне)  |
| Дендермонде           | Brouwerij De Block         | Аббатство Дендермонде         |
| Афлигем               | Brouwerij De Smedt         | Аббатство Аффлигем            |
| Борнем                | Brouwerij Van Steenberge   | Аббатство Борнем              |
| Энаме                 | Brouwerij Roman            | Аббатство Энаме               |
| Флореф                | Brouwerij Lefebvre         | Аббатство Флореф              |
| Гримберген            | Alken-Maes                 | Аббатство Гримберген          |
| Херкенроде            | Brouwerij Sint-Jozef       | Аббатство Херкенроде          |
| Кайзерсберг           | Brouwerij Van Steenberge   | Аббатство Кайзерсберг         |
| Leffe                 | Anheuser-Busch InBev       | Аббатство Леффе               |
| Маредсу               | Brouwerij Duvel Moortgat   | Аббатство Маредсу             |
| Постел                | Brouwerij De Smedt         | Аббатство Постел              |
| Раме                  | Brasserie Du Bocq          | Аббатство Раме                |
| Сен Фюлин             | Brasserie Friart           | Аббатство Сен Фюлин дю Рьолкс |
| Стеенбрюге            | Brouwerij De Gouden Boom   | Аббатство Стеенбрюге          |
| Синт Идесбалд         | Brouwerij Huyghe           | Аббатство Тен Дайнен          |
| Тер Долен             | Kasteelbrouwerij De Dool   | Аббатство Синт-Трёйден        |
| Тонгерло              | Brouwerij Haacht           | Аббатство Тонгерло            |
| Вал Дийо              | Brouwerij Val-Dieu         | Аббатство Вал Дийо            |

## Несертифицированное аббатское пиво

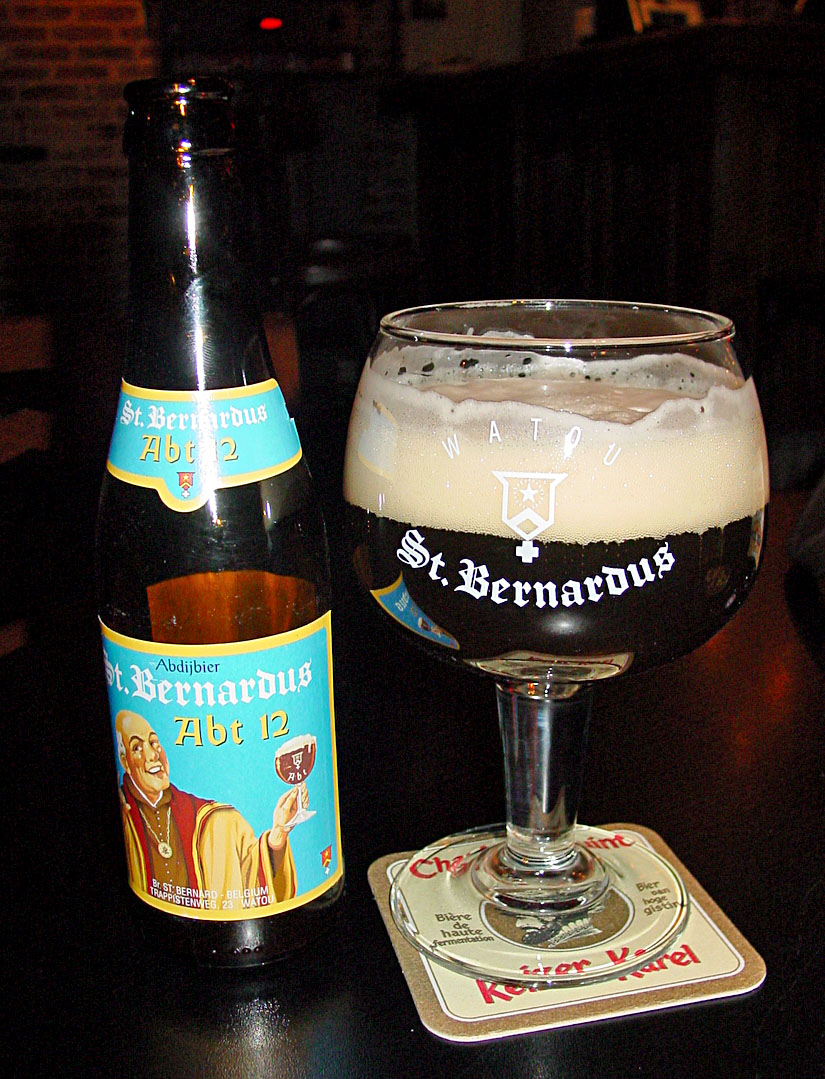
Sint Bernardus

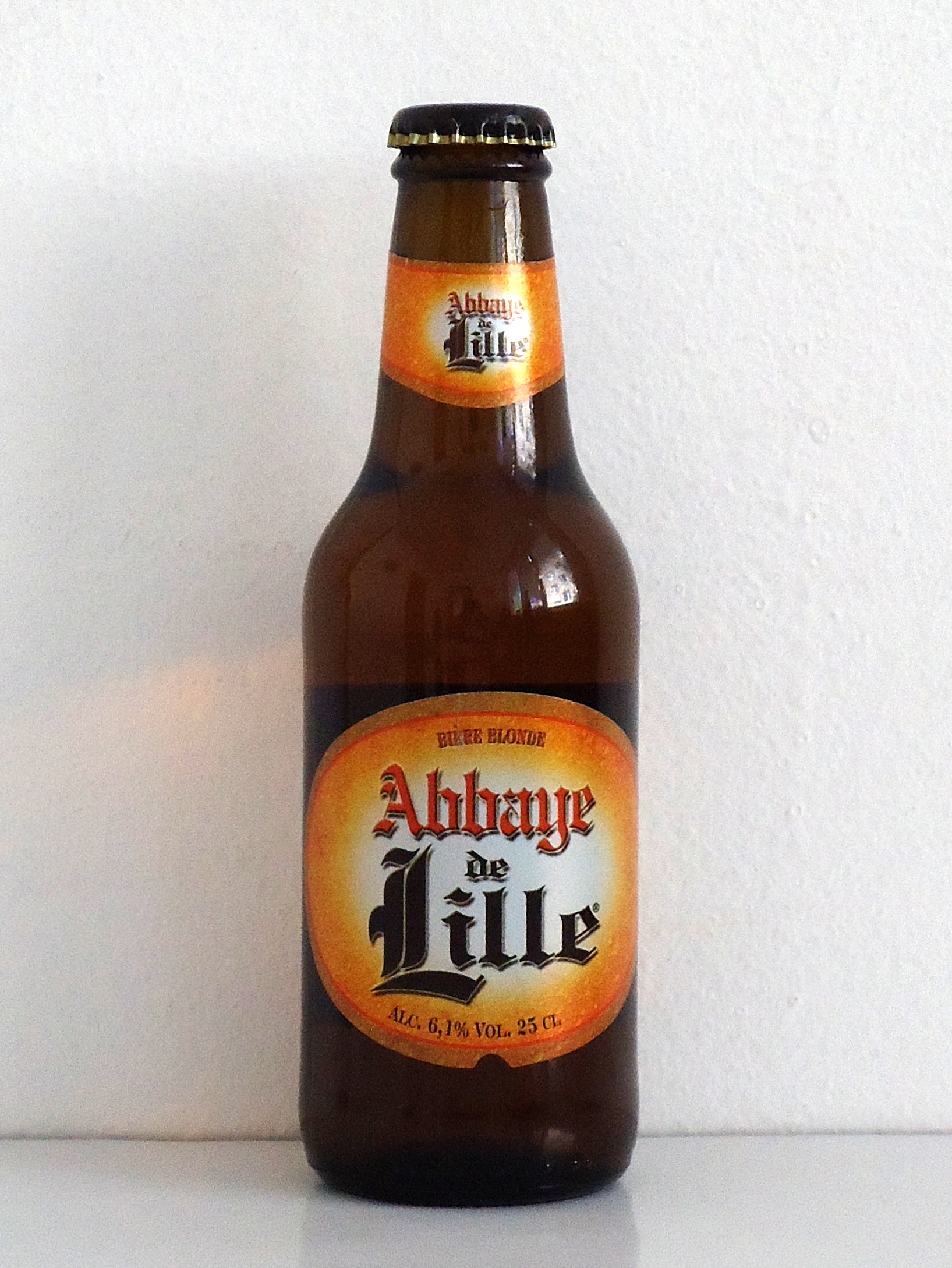
Abbaye de Lille

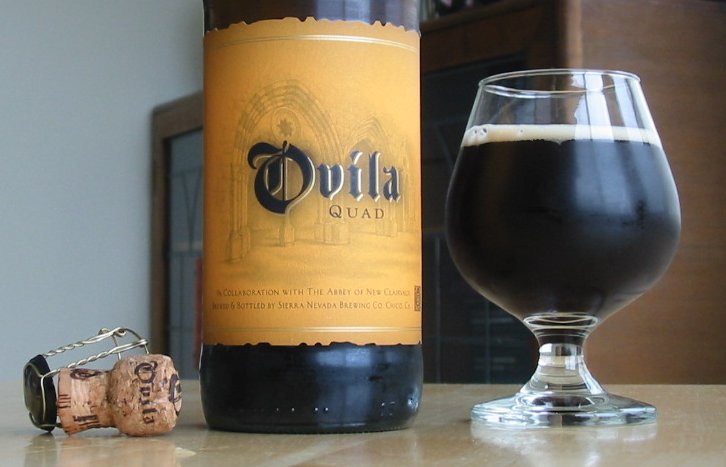
Ovila Abbey Quad

Сорта пива бельгийских, голландских и французских пивоварен, имеющие названия, косвенно связанные с церковью или монашеством — например, название христианского символа, церкви или святого. Они не связаны с конкретным аббатством или носят имя вымышленного или исторического (существовавшего в прошлом) аббатства.
«Аббатское пиво» — не защищённое обозначение, которое может свободно использоваться любой пивоварней.
Примеры несертифицированных аббатских сортов пива: Corsendonk, Florival, Het Kapittel, Sancti Adalberti, Sint Bernardus.
Сорта пива, связанные с историческими аббатствами:
| Пиво                        | Пивоварня                  | Аббатство                           |
| --------------------------- | -------------------------- | ----------------------------------- |
| Абеи дьо Бонеф              | De Proefbrouwerij          | Аббатство Бонеф                     |
| Абеи дьо Брон               | Brasserie Lefebvre         | Аббатство Сен Жерар дьо Брон        |
| Елисем                      | Brasserie du Val de Sambre | Аббатство Елисем                    |
| Абеи дьо Дюлюгем            | Brasserie Lefebvre         | Аббатство Дюлюгем                   |
| Абеи дьо Форе               | Brasserie de Silly         | Аббатство Форе                      |
| Абеи дьо Жамблу             | Brouwerij Lefebvre         | Аббатство Жамблу                    |
| Абеи дьо Креспин            | Les Brasseurs De Gayant    | Аббатство Креспен                   |
| Абеи дьо ла Тур             | Brasserie Brootcoorens     | Аббатство Ла Тур                    |
| Абеи дьо Малон              | Haacht                     | Аббатство Малон                     |
| Абеи дю Парк                | Haacht                     | Аббатство Парк                      |
| Абеи дьо Премонтре          | Les Brasseurs de Lorraine  | Аббатство Премонтре (Понт-а-Муссон) |
| Абеи дьо Валман             | Brasserie d’Oc             | Аббатство Валман                    |
| Абеи дьо Фонфроад           | Brasserie d’Oc             | Аббатство Фонфруад                  |
| Абдеи ван Розенберг         | Brouwerij Van Steenberge   | Аббатство Розенберг                 |
| Херардус Витемс Клостербиер | Gulpener Bierbrouwerij     | Манастир Витем                      |
| Абеи дьо Воклер             | Les Brasseurs De Gayant    | Аббатство Воклер                    |